# Tanja Mihhailova-Saar
Tanja Mihhailova-Saar, egl. Tatjana Mihhailova, er en russisk-estisk sangerinde. Hun repræsenterede Estland ved Eurovision Song Contest 2014 med nummeret "Amazing", som dog ikke gik videre fra semifinalen.
Tanja Mihhailova er født den 19. juni 1983 i Kaliningrad, men hun flyttede som barn til Estland og voksede op i Kohtla-Järve. Hun begyndte tidligt at synge og deltog i flere sangkonkurrencer og festivaler i Estland, Ukraine ja Rusland. Hun vandt i 1998 sangkonkurrencen "Utrennaja zvezda" i Jurmala i Letland og deltag 2002 i den baltiske sangkonkurrence "Fizz superstar 2002".
Tanja Mihailova ville studere ved musikskolen, men hun kom ikke ind. Derfor studerede hun ved Viljandi Kultuuriakadeemia og fik afgang herfra i dans. Samtidig lærte hun estisk sprog, mens hun gik på kulturiakadeemiet. Skønt musikskolen havde ment, at hun savnede musikalsk gehør, har hun deltaget i talrige sangfastivaller og -konkurrencer og udgivet flere musikalbummer. Oprindelig mente hun, at det ville være svært for hende som russer at vinde indpas i estisk musikliv, men i løbet af sin fremgangsrige karriere ændrede hun mening. Hun har dog draget den slutning, at man for at få fremgang uanset område må kunne tale estisk.
Hun er patron for den estiske Toidupank (fødevarebank).

## Nightlight Duo
Sammen med sangerinden Ly Lumiste og producenten Gunnar Loho startede Mihhailova i 2001 pigegruppen Nightlight Duo. Gruppen udgav to albummer, Jäljed liival (Spor i sandet, 2001) og "La Fiesta del sol" (2002). Jäljed liival vandt hæderstitlen som "årets nykomling" i 2002 i Estland.

### Eurosang
Gruppen deltog to gange i den estiske udtagelseskonkurrence til Eurovision Song Contest: i 2002 fik gruppen en 2. plads med sangen "Another Country Song" og i 2003 en 4. plads med sangen "I Can B the 1". Nightlight Duo stoppede i 2004, da Ly Lumiste blev gravid.

## JZ Belle
Sammen med producenten og musikeren Timo Vendt dannede Mihhailova i 2005 gruppen JZ Belle. Gruppens første album havde navn efter gruppen og indeholdt klassiske dansenumre fra 1970-erne. JZ Belles andet album "Teemant" indeholdt originale estisksprogede numre skrevet af Timo Vendt, Mihkel Mattisen og Tanja Mihhailova selv. Albummet udkom 2006.

## Solokarriere
Mihhailovas soloalbum "Gemini" udkom den 12. november 2012. Album fik navne efter Mihhailovas stjernetegn – tvillingerne. De fleste sange på pladen er engelsksprogede, kun den sammen med samleveren Mikk Saar fremførte duet "Sind ootan ikka veel" ("Jeg venter dig stadig") er på estisk.

## Teater og fjernsyn
Tanja medvirkede i 2006 i hovedrollen i musikalen "Fame" og medvirkede i en film om den estiske operastjerne Georg Ots liv "Georg" i en birolle som ballerina.
Mihhailova medvirkede i estisk TV3s teleserie "Kodu keset linna" ("Hjem midt i byen") i 2008–2009 som servitricen Lara.
Hun har deltaget i flere estiske reality- og teleshows på TV3.
Hun spillede hovedrollen som Sally Bowles på det estiske Vanemuise teater i musikalen "Cabaret".
Hun har haft gæsteoptræden på teatret Endla i Pärnu i conntrymusikalen "Viimane Kauboi" ("Sidste cowboy").
Den 1. marts 2014 vandt hun Eesti Laul, den estiske forhåndsudvælgelse til Eurovision Song Contest med nummeret "Amazing", som hun har skrevet sammen med Timo Vendt. Hun repræsenterede derfor Estland med nummeret ved Eurovision Song Contest 2014 i København. Sangen gik dog ikke videre fra den første semifinale den 6. maj, hvor den opnåede en 12. plads.